# Small Water
Der Small Water ist ein Gebirgssee oder Tarn im Lake District in Cumbria, England.
Der See liegt an der südöstlichen Flanke des High Street unterhalb des Blea Water Sees.
Der Small Water Beck bildet seinen Abfluss an der Ostseite.